# Amour au collège
Pour plus de détails, voir Fiche technique et Distribution.
Amour au collège (A French Mistress) est un film britannique réalisé par Roy Boulting sorti en 1960.
Il s'agit d'une adaptation de la pièce de théâtre homonyme de Sonnie Hale (en) dont la première a eu lieu en 1955 à Wimbledon.

## Synopsis
La vie bien réglée de la Melbury Primary School, pensionnat pour garçons de la campagne anglaise, connaît une véritable révolution lorsque le nouveau professeur de français se révèle être une jeune femme, Madeleine Lafarge. Séduisante et audacieuse, elle plonge le trouble dans l'esprit des élèves, en particulier l'adolescent studieux Edmonds, et scandalise le révérend Edwin Peake et sa sœur bien-pensante. Mais les problèmes commencent vraiment quand elle s'éprend de Colin Crane, jeune professeur de sport et fils du directeur de l'école. En effet, l'anxieux monsieur John Crane a de bonnes raisons de croire que Madeleine serait sa fille naturelle, née d'une escapade en France, ce qui engendre nombre quiproquos.

## Fiche technique
- Titre français : Amour au collège[1]
- Titre original : A French Mistress
- Réalisation : Roy Boulting
- Scénario : Roy Boulting, Jeffrey Dale adapté de la pièce homonyme de Sonnie Hale (en) jouée en 1955
- Photographie : Mutz Greenbaum
- Montage : John Jympson
- Musique : John Addison
- Production : John Boulting
- Sociétés de production : Charter Film Productions, Boulting Brothers
- Pays de production :  Royaume-Uni
- Langue originale : anglais britannique
- Format : Noir et blanc - Son mono - 35 mm
- Durée : 98 minutes
- Genre : Comédie
- Dates de sortie :
  - Royaume-Uni : 25 août 1960
  - France : 17 mai 1963[1]

## Distribution
- Agnès Laurent : Madeleine Lafarge
- Ian Bannen : Colin Crane
- Cecil Parker : John Crane
- James Robertson Justice : Robert Martin
- Thorley Walters : Colonel Edmonds
- Raymond Huntley : Le révérend Edwin Peake
- Scott Finch : Edmonds
- Edith Sharpe : L'intendante
- Irene Handl : Sergent Hodges